# Zagrzebka sklepiona
Zagrzebka sklepiona (Bithynia leachii) – gatunek małego ślimaka z rodziny zagrzebkowatych (Bithyniidae), o stożkowatej muszli z bardzo wypukłymi skrętami i owalnym ujściu muszli. Szeroko rozprzestrzeniony w Palearktyce, ale nie tak liczny jak podobna zagrzebka pospolita.

## Cechy morfologiczne
Muszla stożkowata, o mocno wzniesionej skrętce z zaostrzonym szczytem. Skrętów 4 do 5, bardzo silnie wypukłe (!), schodkowate, szew bardzo mocno wcięty, zwoje muszli spotykają się na bardzo małej powierzchni. Skręty narastają równomiernie, ostatni nieco rozdęty. Ściany muszli stosunkowo cienkie. Barwa muszli od szarożółtej do oliwkowozielonej, muszla bywa pokryta nalotem. Powierzchnia muszli pokryta delikatnym prążkowaniem poprzecznym i podłużnym. Otwór muszli owalny, w górnej części zaokrąglony (! – jedna z głównych cech pozwalających odróżnić osobniki tego gatunku od pokrewnej zagrzebki pospolitej), brzegi otworu muszli lekko zgrubiałe, z delikatna białawą wargą. Wieczko mocne, zwapniałe, o koncentrycznych liniach przyrostów. Dołek osiowy słabo wykształcony, szczeliniasty. Ciało krępe, noga krótka, w przedniej części ciała tępo ścięta, w tylnej części zaokrąglona. Głowa wyciągnięta w ryjek, czułki nitkowate. Oczy znajdują się na zgrubieniach czułków na bocznej (zewnętrznej) stronie. Prącie w torebce, za prawym czułkiem. Barwa ciała zielonkawoszara, żółto nakrapiana, stopa cielistoszara.
Wysokość muszli: 5 – 7 mm, szerokość: 4 – 4,5 mm.
Formy: 
- Bithynia leachii f. troscheli Paasch, wys. 9 – 13 mm, szer. 5 – 8 mm, skrętów 5 1/2[5].

## Występowanie
Gatunek palearktyczny. W Polsce występowanie zagrzebki sklepionej odnotowano na Pojezierzu Pomorskim, Pojezierzu Mazurskim, Nizinie Wielkopolsko-Kujawskiej, Nizinie Mazowieckiej, zbiornikach pobrzeża Bałtyku, Górnym Śląsku, Wyżynie Lubelskiej, Nizinie Sandomierskiej i w Beskidach.

## Biologia i ekologia

### Zajmowane siedliska
Ślimaki te zasiedlają zbiorniki terenów zalewowych rzek, starorzecza, rowy melioracyjne, kanały, litoral jezior, niewielkie rzeki o słabym prądzie. Występują płytko, do głębokości 2 m, na różnych typach podłoża: mulistym, piaszczystym, kamienistym, wśród roślinności wodnej (moczarce, wywłóczniku, osoce aloesowatej, rdestnicach). Toleruje pH wody w zakresie 6,8 – 8,5. 

### Odżywianie
Filtrator i zdrapywacz, odżywiający się detrytusem, rozkładającymi się fragmentami roślin, glonami peryfitonowymi oraz fitoplanktonem i bakteriami gromadzącymi się na błonce powierzchniowej.

### Rozmnażanie
Zwierzęta rozdzielnopłciowe. Samce nieco większe niż samice. Rozród odbywa się wiosną, jaja w kokonach jajowych składane są na zanurzonych przedmiotach i roślinach wodnych. W jednym zniesieniu jest przeciętnie 10–15 jaj, maksymalnie do około 30. Rozwój prosty, trwa ok. 20–24 dni, zależnie od temperatury wody. Dojrzałość płciową ślimak osiąga po 4–6 miesiącach. Długość życia: od jednego do dwóch lat. Zimują zagrzebane w osadach.

### Interakcje międzygatunkowe
Stanowi pokarm wielu gatunków ryb (zwłaszcza linów i węgorzy) oraz drapieżnych bezkręgowców (pijawek).
Jest żywicielem pośrednim wielu gatunków przywr, m.in. przywry kociej (Opisthorchis felineus), Sphaerostoma bramae – wywołujących choroby zwierząt drapieżnych i człowieka.

## Ciekawostki
W związku z bytowaniem w zbiornikach okresowych, gatunek ten jest przystosowany do przetrwania okresu suszy. Gdy zbiornik wodny zasiedlany przez te ślimaki wyschnie, mogą one przetrwać około 9 miesięcy w stanie anabiozy.